# Ikoma-jinja

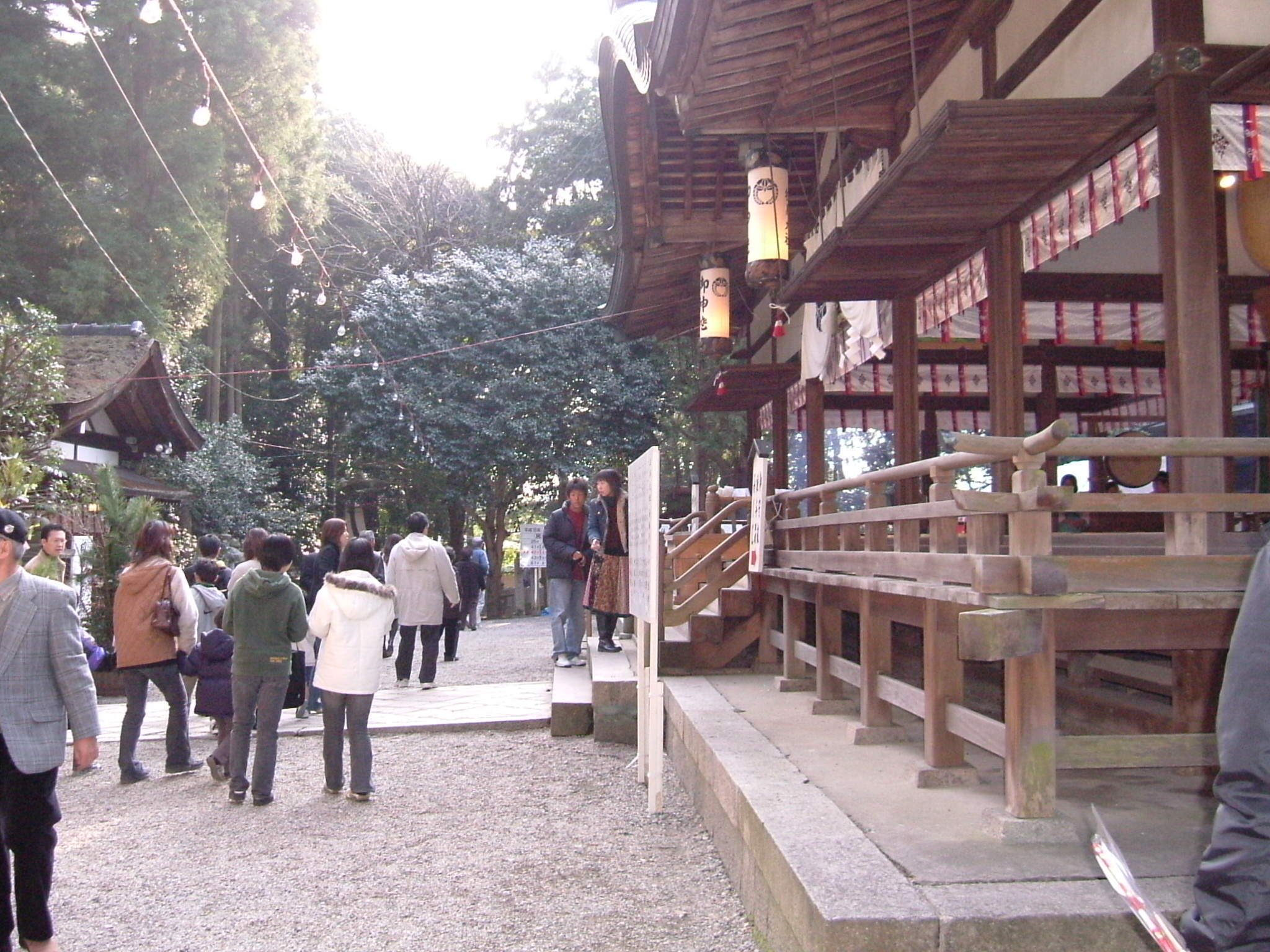

L'Ikoma-jinja (生駒神社) est un sanctuaire shinto situé à Ikoma, préfecture de Nara au Japon. Il est généralement appelé Ikoma-taisya (往馬大社). Son nom formel est « Ikomaniimasu-Ikomatsuhiko-jinja ». L'Ikoma-jinja est aussi connu sous le nom « Ikoma-taisha », qui signifie « grand sanctuaire d'Ikoma ».

## Histoire
Selon le Sokoku-Fudoki, ancien document du Japon, le sanctuaire existe déjà en 458. L'objet initial de culte du Ikoma-jinja est une montagne, le mont Ikoma, derrière le sanctuaire.
Ce sanctuaire entretient une longue relation avec la famille royale japonaise et la dynastie. Dans l'Engishiki, compte rendu officiel des sanctuaires écrit en 972, l'Ikoma-jinja porte le titre de kanpei-dai, un rang très élevé parmi les sanctuaires japonais.

## Objets du culte
De nos jours, ce sanctuaire est consacré à sept dieux, Ikomatsu-Hikono-Kami, Ikomatsu-Himeno-Kami, Okinaga-Tarashihimeno-Mikoto (impératrice Jingū), Tarashinakatsu-Hikono-Mikoto (l'empereur Chūai), Hondawakeno-Mikoto (l'empereur Ōjin) et Katsuragi-Takanukahimeno-Mikoto (mère de l'impératrice Jingū), Okinaga-Sukuneono-Mikoto (père de l'impératrice Jingū). Ikomatsu-Hikono-Kami et Ikomatsu-Himeno-Mikoto passent pour être mari et femme, comme la montagne Ikoma elle-même.

## Bien culturel
Le sanctuaire possède le Ikoma-mandara, mandala d'Ikoma, désigné bien culturel important.
Ce sanctuaire est également bien connu comme sanctuaire de feu et la famille royale japonaise utilise le shinboku ou bois sacré du sanctuaire, comme bois de chauffage lors de la cérémonie du daijosai. En octobre, le sanctuaire organise le Himatsuri ou fête du feu.

## Référence
- (en) Cet article est partiellement ou en totalité issu de l’article de Wikipédia en anglais intitulé « Ikoma Jinja » (voir la liste des auteurs).

### Sources
- Site du Ikoma-jinja.
- Nihon Kotsu Kosha, Nara, Nihon Kotsu Kosha, 1984, p. 137.